# Austrotindaria wrighti
Austrotindaria wrighti är en musselart som beskrevs av Fleming 1948. Austrotindaria wrighti ingår i släktet Austrotindaria och familjen Neilonellidae. Inga underarter finns listade i Catalogue of Life.